# Bathydraco antarcticus
Bathydraco antarcticus is een straalvinnige vissensoort uit de familie van Antarctische draakvissen (Bathydraconidae). De wetenschappelijke naam van de soort is voor het eerst geldig gepubliceerd in 1878 door Albert Günther.
De soort werd ontdekt tijdens de Challenger-expeditie, in de diepzee ten zuiden van Heard Island op een diepte van 1260 vadem (ongeveer 2330 m).